# 梯隊系統
梯隊系統（Echelon）是一個以美國為中心的情報收集分析網路的俗稱。參與國家為英美防衛協定的五個簽署國，即英國、美國、加拿大、澳大利亚及紐西蘭，又稱五眼聯盟。迄今五國官方沒有證實它的正式存在，而能夠證實它存在的證據，也未完全得到五國官方一致地確認。
梯隊系統曾在許多公開來源中被提及。歐洲議會曾在2000年至2001年間組成一個委員會，以調查梯隊系統的能力和政治意涵，隨後在2001年公布調查結果。作家James Bamford在他有關美國國家安全局的書中也提及了這個系統。
歐洲議會的報告書指出，梯隊系統毫無疑問存在，它能夠全球性地攔截以公眾交換電話網路、衛星及微波通訊所傳送的電話、傳真、電子郵件和其他數位資訊，並監控其中的內容。歐洲議會批評梯隊系統的參與國作出犯罪行為，如侵犯一般平民的隱私權或參與國家性質的商業間諜活動。當中最有名的是沙烏地阿拉伯60億美元客機案，空中巴士公司給沙烏地阿拉伯官員回扣的通訊被梯隊系統截取，對話內容並被NSA公開，以致最後空中巴士公司投標失敗。

## 圖片集

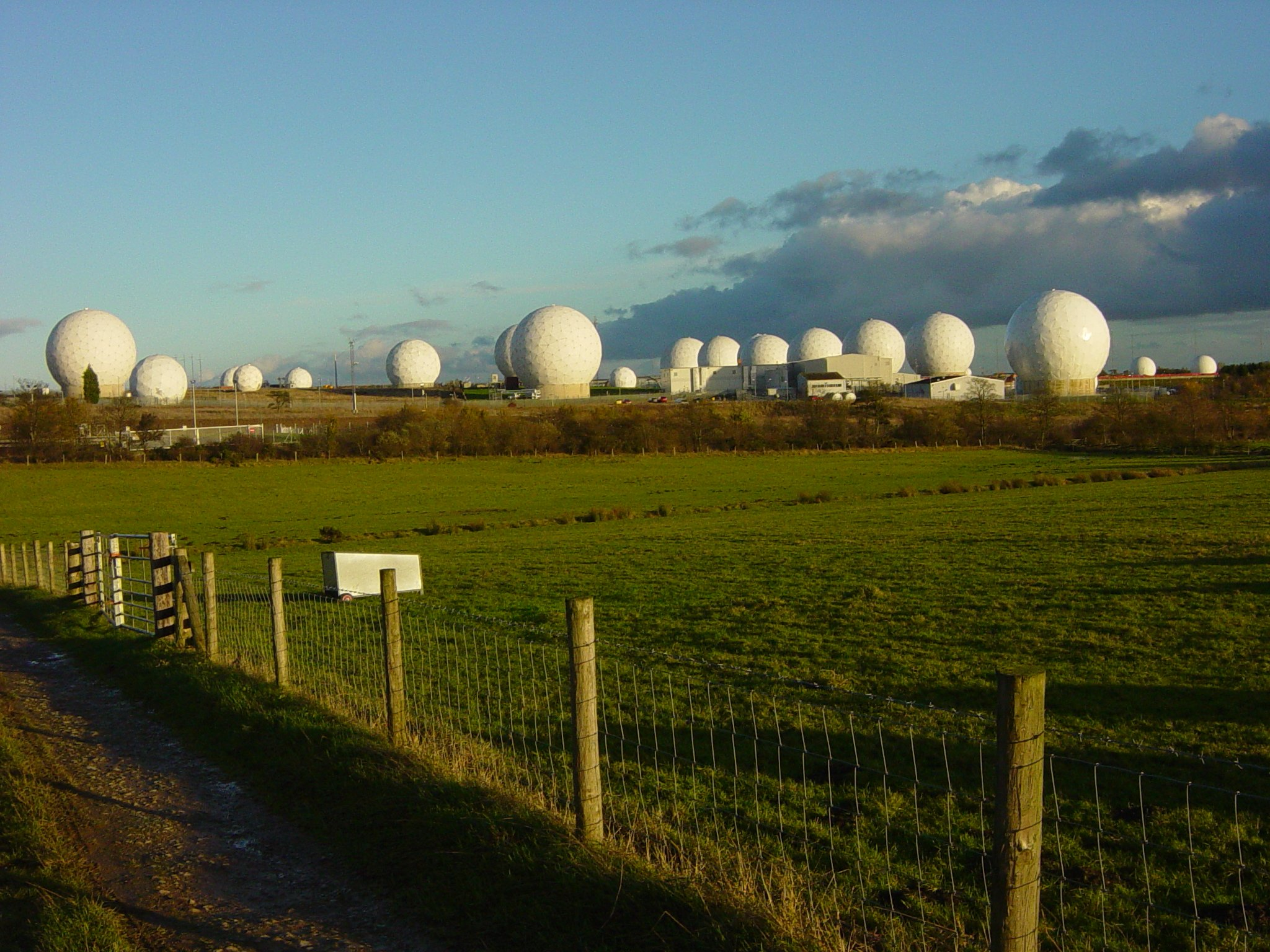
位於英國曼威斯丘皇家空軍基地（RAF Menwith Hill）的球形雷達天線罩。據信梯隊系統使用它的衛星下鏈能力。

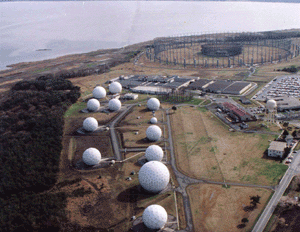
1990年代時日本三澤空軍基地內的姉沼通訊站（Anenuma Communication Site），擁有梯隊系統在全球規模最大的陸上設施之一。